# بوباكار سانيه
بوباكار سانيه (بالإنجليزية: Bubacarr Sanneh)‏ هو لاعب كرة قدم غامبي في مركز الدفاع ولد في يوم 14 نوفمبر 1994 في بلدة بانجول في غامبيا، يلعب حالياً مع نادي غوزتيبي في تركيا كمعار من نادي أندرلخت وسبق له اللعب مع نادي ريال دي بانجول في غامبيا و نادي هورسينس ونادي ميتييلاند في الدنمارك، بدأ باللعب مع منتخب غامبيا لكرة القدم في سنة 2012 يبلغ طوله 182 سم.

## روابط خارجية
- بوباكار سانيه على موقع اتحاد تركيا (لاعب) (الإنجليزية)
- بوباكار سانيه على موقع قاعدة بيانات كرة القدم.إي يو (الإنجليزية)
- بوباكار سانيه على موقع ناشيونال فوتبول تيمز (الإنجليزية)
- بوباكار سانيه على موقع Soccerway.com (الإنجليزية)
- بوباكار سانيه على موقع عالم كرة القدم.نت (الإنجليزية)